# Indiai sül
Az indiai sül vagy fehérfarkú sül (Hystrix indica) az emlősök (Mammalia) osztályának rágcsálók (Rodentia) rendjébe, ezen belül a gyalogsülfélék (Hystricidae) családjába tartozó faj.

## Előfordulása

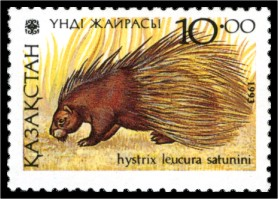
Indiai sül bélyegen Kazahsztánban

Előfordul Ázsia távol-keleti részén és a Közel-Keleten. Afganisztán, Örményország, Azerbajdzsán, Kína, Grúzia, India, Irán, Irak, Izrael, Jordánia, Kazahsztán, Nepál, Pakisztán, Szaúd-Arábia, Srí Lanka, Törökország, Türkmenisztán és Jemen területén honos. Valószínűleg előfordul Kirgizisztánban, Tádzsikisztánban és Üzbegisztánban. Élőhelye a szavannák és füvespuszták, erdők, bozótosok és hegységek. A Himalájában 2400 m magasságban is előfordul.

## Megjelenése
Az indiai vagy fehérfarkú sül nagyságára nézve a borznál kissé nagyobb, testhossza kb. 70–90 cm között mozog, de nagyobbnak látszik tüskeruhája miatt. A farka hosszúsága kb. 8–10 cm, vállmagassága 24 cm, a súlya 11–18 kg között változhat. Karmainak színe sötét és szaruszínű, a szeme pedig fekete. A fején nincsenek tüskék, az arcán csak néhány szál szőr van, a felső ajkán viszont több sorban, fénylő fekete bajuszsörtét visel, mely a szeme fölött és alatt található szemölcsökön is megjelenik. A nyakától végig a hátán, hosszában durva, hátrasimuló görbe tüskékből álló sörénye van, melyet fel tud borzolni, a tüskék a háton fekete-fehér sávozásúak. Ezek a sörték nagyon hajlékonyak és hosszúak, a színük a fehér és szürke között váltakozik, hegyük fehér. Ezek a tüskék az állat védelmét szolgálják, a tüskék hossza 15–30 cm. A tüskék belül üregesek, belsejük szivacsos állományú, megmetszett tollszárhoz hasonló csövecskék, de a gyökerük hosszú és vékony nyélből áll. Az indiai sül minden tüskéjét jól fel tudja borzolni izmai segítségével, amelyek egész testfelületét behálózzák. Születésükkor a tüskék még egészen fehérek és puhák és csak később keményednek meg. Felnőttkorában viszont veszélyesek lehetnek, ugyanis a tüskék könnyen megsebesítik a támadókat. Veszély esetén a sül felmereszti tüskéit és a felszín alatt lévő erősebb tüskékkel komoly sérüléseket okozhat. A sül farkán lévő tüskék kétfélék, az egyik tüske vékonyabb és hegyesebb, mint a másik, amely vastagabb és a vége lecsapott. Ezekkel a tüskékkel a sülök egyfajta csörgő „hangokat” tudnak kiadni magukból, amelyek az egymás közötti kommunikációt szolgálják.

## Életmódja
A sül magányos életmódot folytat. Nappal a föld alatt, a saját maga által kiásott folyosókban pihen, éjszaka aktív. Ilyenkor keresi táplálékát, amely különféle gyökerekből, kéregből, fák leveleiből áll. Téli álmot nem alszik, de hosszabb időt tölt a föld alatt, mint a nyári időszakban és ilyenkor az egész napot átalussza.
Éjszakai tevékenységére jellemző, hogy a többi éjszakai állattal ellentétben nem csöndben mozog, hanem hangosan csörtet a bozótban és a farkával csörög, valamint időnként röfögésszerű hangot hallat, ami messzire hallatszik. A sötétben jó látszanak legyezőalakban kitárt fehér tüskéi is, így a megfigyelők számára könnyen felismerhető a sül jelenléte a vadonban.

## Táplálkozása
Étrendjében egyaránt szerepelnek a gyümölcsök és a zöldségek is, valamint a különböző növényi részek, gumók. Kedveli a fák kérgét és a magokat is, de a csontokat is megrágja.

## Szaporodása
A sülök vemhességi ideje 4 hónap, ez kb. 113 nap, amelynek a végén 2-4 utód születik. A kölykök viszonylag fejlettek, nyitott szemekkel és rövid, fehér puha tüskékkel születnek. Anyjuk 2 hónapos korukig táplálja őket. A sülök ivarérettségüket 2 éves korukban érik el és általában 20 éves korukig élnek.

## Képek

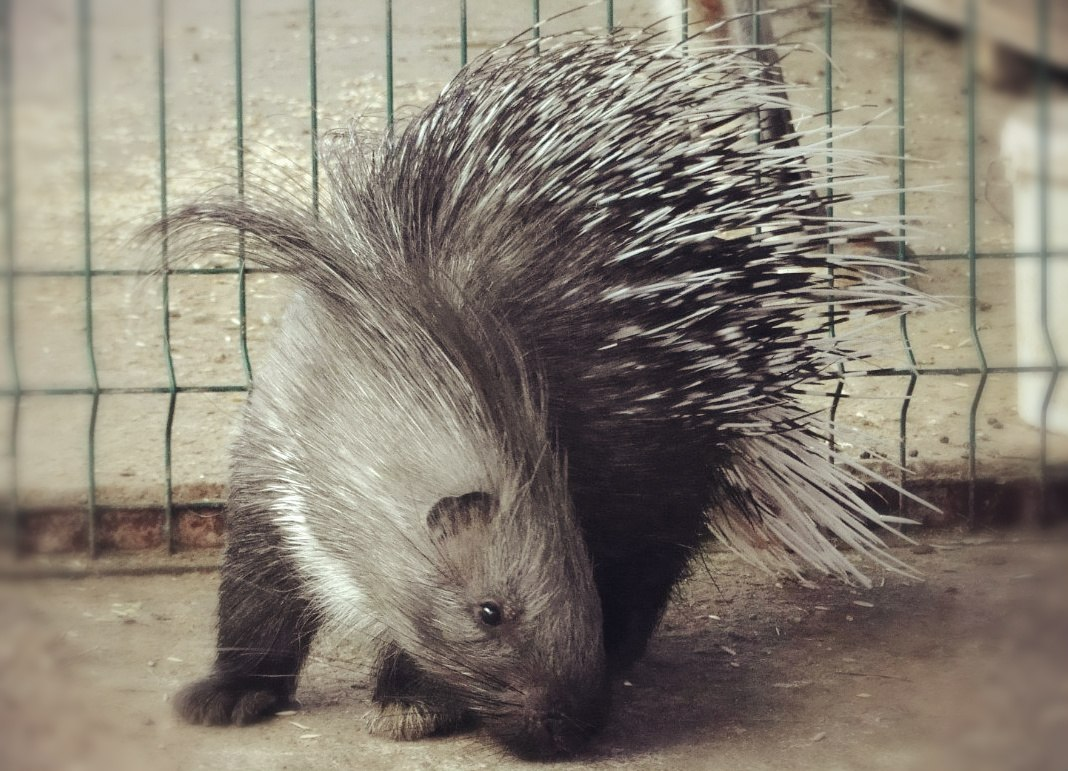
Fejformája jól megfigyelhető
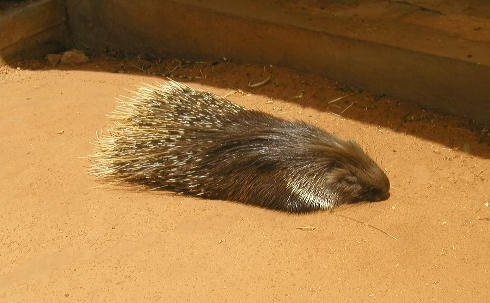
Egy indiai sül Izraelben
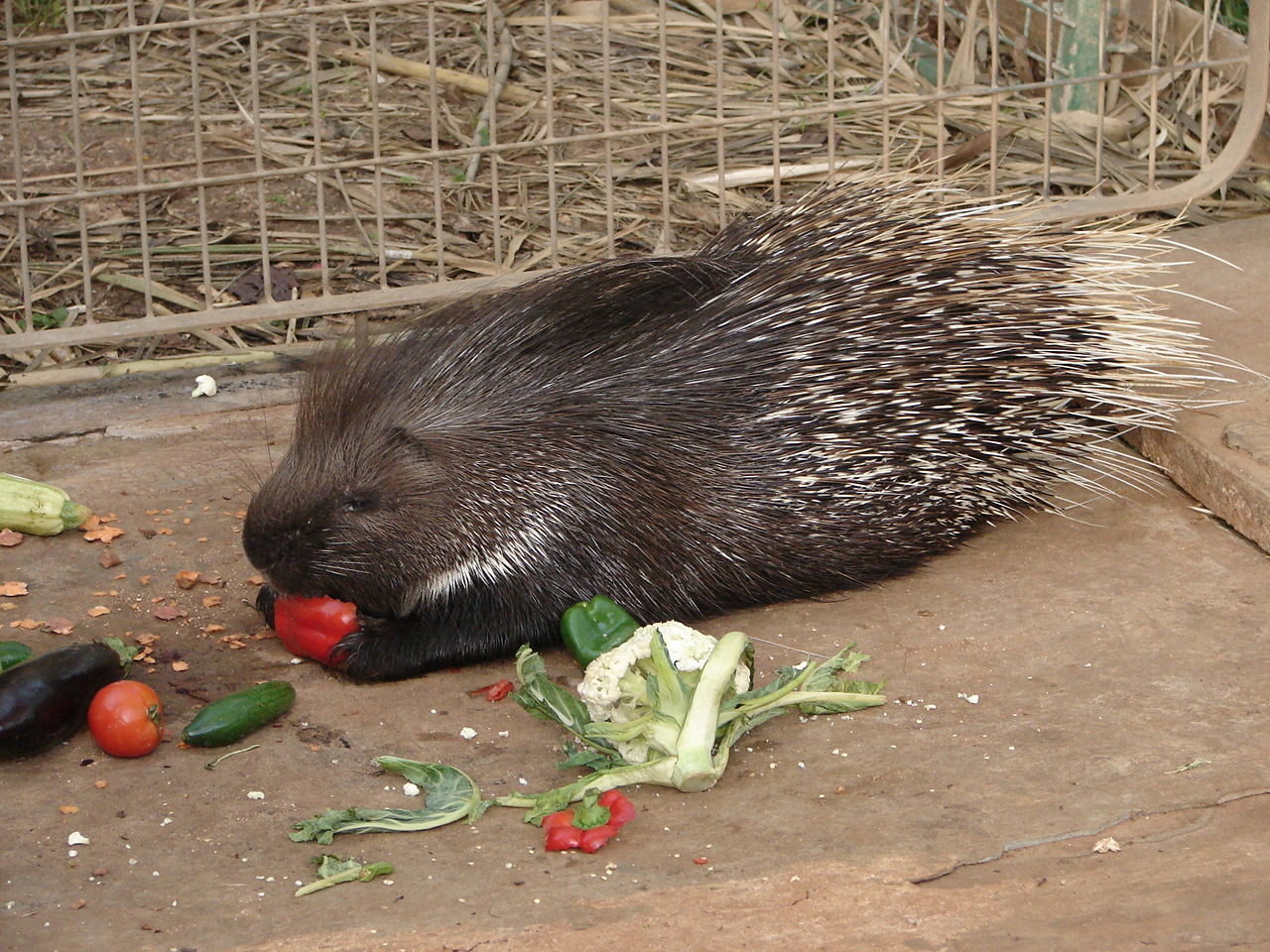
Táplálkozás közben
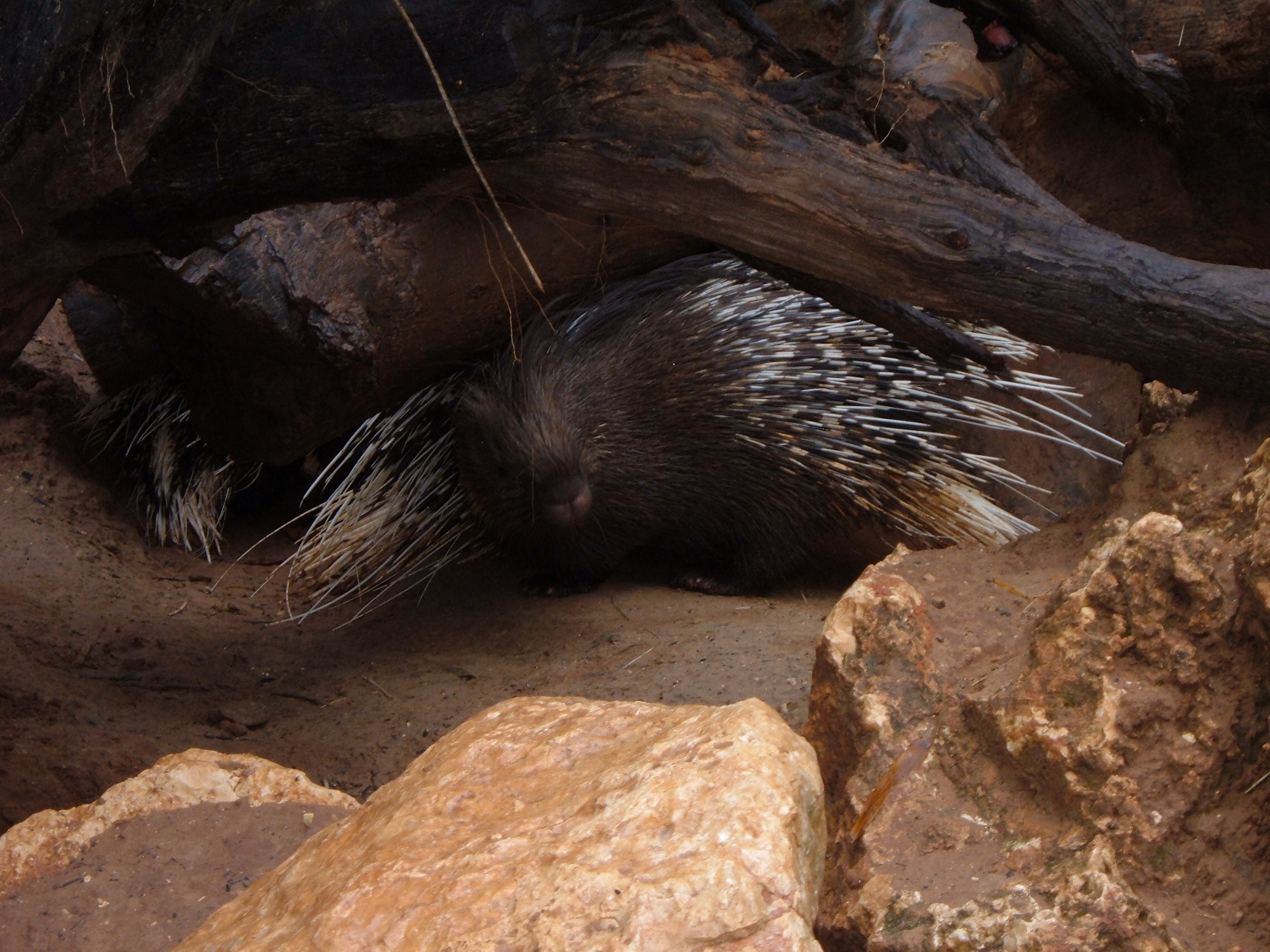
Gyökerek alatt rejtőző sül
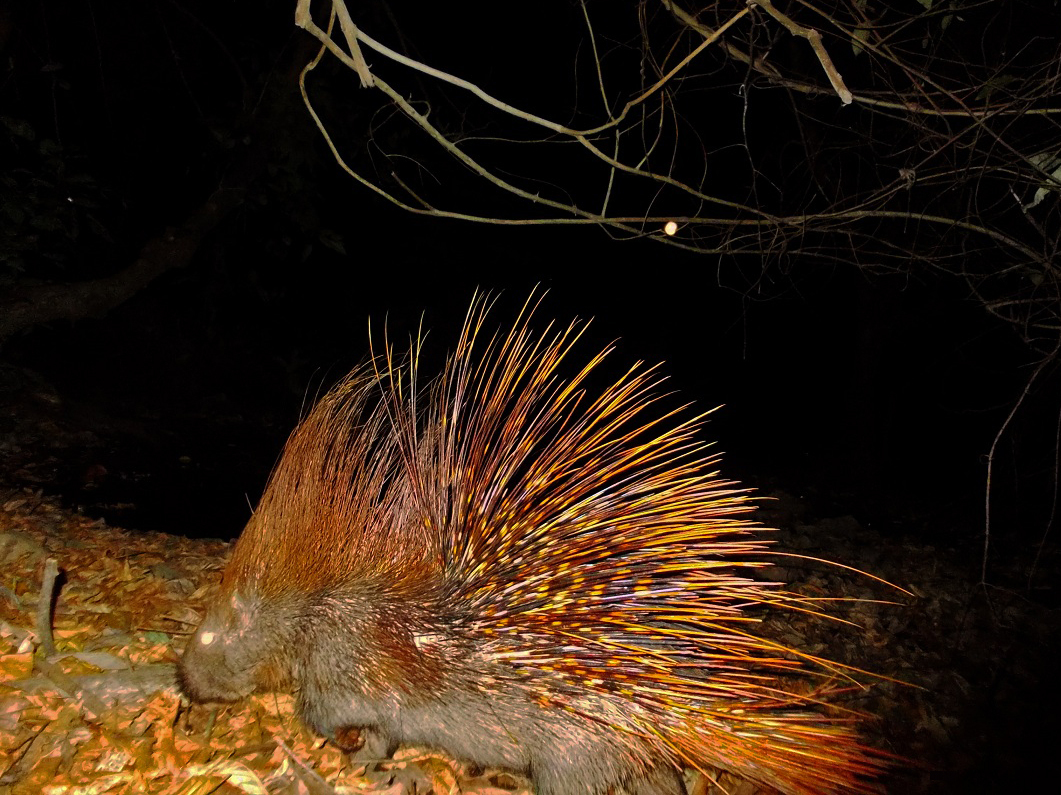
Felborzolt tüskéjű indiai sül